# كارولين فليمينغ
كارولين فليمينغ (بالدنماركية: Caroline Fleming) (المولودة باسم البارونة كارولين إليزابيث آدا إويل-بروكدورف في 9 سبتمبر 1975 في قلعة فالديمار) هي نبيلة دنماركية، وعارضة أزياء، وشخصية تلفزيونية، كانت مالكة قلعة فالديمار من عام 2003 إلى عام 2011.

## حياتها المُبكرة
وُلدت كارولين فليمينغ ونشأ في قلعة فالديمار في تاسينجي باعتبارها ابنة البارون نيلز كريب إويل-بروكدورف والبارونة مارجريث إويل-بروكدورف. تعتبر كارولين الوريثة الشرعية الحادية عشر بعد البطل البحري نيلز جويل.

## حياتها المهنية
صنعت فليمينغ سلسلة عطور تحمل اسم ابنتها جوزفين فيكتوريا. وقد نشرت كتابين للطهي الدنماركي: البارونة في المطبخ، 2010 و البارونة والأكل الصحي سريع التحضير بالإضافة إلى كتاب طبخ إنجليزي واحد: اطبخ لنفسك بسعادة على الطريقة الدنماركية.
ظهرت فليمينغ أيضًا في البرامج التلفزيونية، بما في ذلك حياة البارون في قناة Kanal 4. ومن عام 2015 إلى 2017 ، ظهرت في المسلسل التلفزيوني سيدات لندن.

## الحياة الشخصية
تزوجت كارولين من عام 2001 إلى عام 2008 من المصرفي روري فليمينغ، ابن شقيق الكاتب إيان فليمنج الشهير بسلسلته جيمس بوند ، وأنجبت منه طفلين، ألكساندر (من مواليد أبريل 2004) وجوزفين (من مواليد ديسمبر 2006). عرابة ابنتها هي ماري أميرة الدنمارك، ولي عهد الدنمارك الأسترالية الأصل.
قابلت كارولين لاعب كرة القدم نيكلاس بندتنر عندما تم تصويرها وهي ترمم منزل عائلتها قلعة فالديمار في عرض واقعي. حلّ بندتنر ضيفًا عليها، وقاموا بالتقاط الصور معًا لتعزيز مظهره. وفي يوليو 2010، كشف بندتنر من خلال موقعه الرسمي على الإنترنت أنه سيصبح أبًا. وفي 16 ديسمبر 2010، أنجبت كارولين في مستشفى بورتلاند في لندن ولدًا لنيكولاس.
بدأت فلمينغ مواعدة كريستيان هوستيتيت مصرفي رابطة اللبلاب الأمريكي عندما كانت تقوم بتصوير سيدات لندن في عام 2015.
وقعت كارولين في عام 2017 في حب الفرنسي هيرفي لارين، فقد قيل إن الزوجين التقيا في لوس أنجلوس بينما كانت تروج لكتابها اطبخ لنفسك بسعادة. وفي 22 أغسطس لعام 2018 كانت لارين بجانبها في قلعة فالديمار لحضور جنازة جدتها.

## روابط خارجية
- كارولين فليمينغ على موقع IMDb (الإنجليزية)